# Панов, Василий Алексеевич
Васи́лий Алексе́евич Пано́в (1819, Анастасово Курмышского уезда Симбирской губернии — 1849) — историк-славист, литератор славянофильского направления.

## Биография
Родился в имении отца, богатого помещика Симбирской губернии, отставного гвардии штабс-капитана Алексея Ниловича Панова (ум. 04.02.1834).
Учился в частном пансионе М. Г. Павлова и на историко-филологическом факультете Московского университета (1835—1838[уточнить]), который окончил со званием кандидата. 
В Москве вошёл в круг славянофилов: посещал салон А. П. Елагиной, тесно общался с её сыновьями Иваном и Петром Васильевичами Киреевскими, а также с семьей С. Т. Аксакова (с которым был в родстве — шурин брата С. Т. Аксакова и дядя А. Н. Аксакова по матери), Д. А. Валуевым, Ю. Ф. Самариным, А. С. Хомяковым, Н. М. Языковым, А. Н. Поповым; позже познакомился с Ф. В. Чижовым, М. Н. Катковым и С. М. Соловьёвым и другими славянофилами, с кружком которых был всегда очень близок и которые, в свою очередь, высоко ставили его познания и способности. В 1840-х годах бывал также в салоне Е. А. Свербеевой и Д. Н. Свербеева (двоюродного дяди).
В 1840 году он познакомился у С. Т. Аксакова с Гоголем, от сочинений которого приходил в восторг и, «пожертвовав всеми своими расчетами», вызвался сопровождать одинокого и больного писателя в его второе путешествие за границу. Он относился к Гоголю с благоговением, окружал его нежной заботливостью, был при нем почти безотлучно, сообщал о нем известия московским приятелям, следил за его работами; по словам жившего тогда в Риме Ф. И. Буслаева, Панов «вполне предался неустанным попечениям о Гоголе, был для негo и радушным, щедрым хозяином и заботливой нянькой, когда ему нездоровилось, и домашним секретарем, когда нужно было что переписать, даже услужливым приспешником на всякую мелкую потребу». Панов переписывал набело черновики произведений Гоголя; так, например, сохранились сделанные им копии с «Ревизора», «Мертвых душ» и «Женитьбы».
Прожив в Западной Европе около двух лет, Панов в 1842 году посетил славянские земли (Далмацию, где провел 4 месяца, а также Черногорию и Герцеговину) и в 1844 году, по возвращении в Москву, издал брошюру «Путешествие по землям западных и южных славян. I. Которский округ в Далмации», в которой подробно описал мало ещё известные тогда географию, этнографию и бытовые черты местных славян, а также привёл сведения о некоторых городах и монастырях. Вырученные от продажи брошюры деньги, Панов предполагал направить «на покупку церковных книг и утварей для нуждающихся православных храмов и монастырей в Далмации и Герцеговине». 
В журнале «Библиотека для воспитания» Д. А. Валуева он поместил популярные исторические очерки: «Очерк Черногорской истории», «О настоящих жилищах южных и западных славян и их расселении в Европе», «История хорватов», «История Болгарского государства» (все — 1845, ч. 3, 4, 5, 6). В это же время вместе с Валуевым он издал «Симбирский Сборник», участвовал в подготовке своеобразного славянофильского альманаха «Московский литературный и ученый сборник». Уже после смерти Валуева он, в 1846 и 1847 годах, издал два тома «Московского Сборника», где приняли участие и куда сообщили свои произведения многие из тогдашних столпов славянофильства. Выпущенные с небольшим промежутком (9 с половиной месяцев) 2 объёмистых (580 и 935 страниц) сборника-альманаха засвидетельствовали, что к тому времени уже сложился широкий славянофильский круг литераторов. Сам Панов, не названный в обоих сборниках как составитель и редактор, написал во втором выпуске за подписью «редактора» два предисловия — к подборке сербских народных песен (об их истории, современном бытовании, жанровом своеобразии, их высокой оценке Я. Гриммом и И. В. Гёте) и к стихотворному отрывку из 5-й главы романа Павловой «Двойная жизнь» (с проникновением в сюжет главы и смысл романа в целом), а также оправдательное предуведомление о помещении «критики» К. Аксакова, написанной еще для 1-го сборника.
В 1847 году В. А. Панов женился. И с этого же года он состоял на службе, занимая должность второго переводчика в 1-м отделении московского Главного архива Министерства иностранных дел. 
Осенью 1849 года В. А. Панов внезапно скончался. Гоголь очень опечалился, узнав о смерти этого «близкого» ему человека. По словам В. И. Григоровича, Панов, вместе с Д. А. Валуевым, «достоин стать у нас среди первых начинателей науки славянской».

## Рекомендуемая литература
- Архив Департамента Герольдии: дела о дворянстве Пановых по Симбирской губернии 1835 и 1853 гг.
- Аксаков И. С. в его письмах, т. I, М., 1888, стр. 73, 148, 264, 289, 393 и 426 и прилож., стр. 72—73 (стихотв. «Панову»); т. II, М., 1888, стр. 254 и т. III, СПб., 1892, стр. 438
- Н. Барсуков Жизнь и труды Погодина, т. V, VII, VIII и IX, СПб., 1892—1895
- Ф. И. Буслаев Мои воспоминания. — М., 1897 г., С. 106—107, 258—260, 289, 291
- «Симбирские губернские ведомости» 1867, № 9
- «Русский архив» 1877, т. II, стр. 494; 1879, т. III стр. 315, 316 и 324; 1880, т. II. стр. 298; 1884, т. II, стр. 852, 286, 336 (изображение Панова среди приятелей Хомякова) и III, 210; 1888, т. II, стр. 484, 485 и 489
- «Русская Старина» 1889, т. 61, стр. 148, 152 и 153; 1890, т. 67, стр. 212; 1891, т. 69, стр. 236 и 242; 1896, т. 88, стр. 640 и 641
- Памятная книжка Симбирской губернии на 1868 г., ч. II, стр. 88
- Соч. С. Т. Аксакова, т. III, СПб., 1886, стр. 344.
- Сочинения и письма Гоголя, под редакцией Кулиша, т. V, СПб., 1857, стр. 424—425 и 427 и т. VI, СПб,. 1857, стр. 267 и 498
- Сочинения Гоголя, под ред. Тихонравова и Шенрока, т. I и II, М. 1889.